# Bořislavka Centrum
Obchodní a kancelářské centrum Bořislavka je komplex čtyř navzájem propojených budov na území městské části Vokovice v Praze 6, ležící mezi ulicemi Evropská, Liberijská, Kladenská a konečnou stanicí městských autobusů.

## Poloha
Objekty zaujímají plochu pozemků o výměře 12 200 m², na místě někdejších polí a tří domků vesnice Vokovice, kde byl od 30. let 20. století donedávna park mezi kolonií rodinných domů okolo Kladenské ulice a sídlištěm Červený vrch.

## Popis
Budovy postavil investor KKCG Group v letech 2017-2020 podle projektu ateliéru Aulík-Fišer Architekti (ing. arch. Jan Aulík a ing. arch. Jakub Fišer), který vyšel vítězně z architektonické soutěže. K nastěhování uživatelů a slavnostnímu otevření došlo až roku 2021. Vybavení některých interiérů a výzdoba teras probíhaly až do roku 2022.
Ocelová konstrukce je spojena s betonovými základy a má plášť složený z pětibokých skleněných desek se zrcadlovým povrchem stříbřitě šedé barvy. Vytváří 30 125 m² pronajímaných kancelářských ploch ve čtyřech kancelářských budovách, formovaných do tvaru nepravidelných a nestejně velkých polygonů s ideou přírodních krystalů. Objekty mají tři podzemní podlaží s garážemi a jsou propojeny s vestibulem stanice Bořislavka metra trasy A. Spodní části stavby mají 9 875 m² maloobchodních prostor s nákupním centrem Lidl, 12 dalšími obchody a službami, restaurací a dvěma kavárnami. Pomocí eskalátorů, chodeb a schodišť jsou prostory propojeny s terasami a parkovými plochami ve dvou úrovních, na severní straně do Evropské ulice, na jižní straně do Kladenské ulice.